# Xenocalamus transvaalensis
Xenocalamus transvaalensis — вид отруйних змій родини земляних гадюк (Atractaspididae). Мешкає в Південній Африці.

## Поширення і екологія
Xenocalamus transvaalensis мешкають на крайньому півдні Зімбабве, на півдні Мозамбіку та крайньому сході Південно-Африканської Республіки, в провінціях Лімпопо і Квазулу-Наталь. Вони живуть у саванах Сандвельду, а також у заростях мопане і бушвельду.